# Los Alcatraces
Los Alcatraces är en ort i Mexiko.   Den ligger i kommunen Tijuana och delstaten Baja California, i den nordvästra delen av landet, 2 300 km nordväst om huvudstaden Mexico City. Los Alcatraces ligger 220 meter över havet och antalet invånare är 565.
Terrängen runt Los Alcatraces är huvudsakligen kuperad, men åt nordväst är den platt. Runt Los Alcatraces är det tätbefolkat, med 913 invånare per kvadratkilometer. Närmaste större samhälle är Tijuana, 8,9 km norr om Los Alcatraces. Omgivningarna runt Los Alcatraces är i huvudsak ett öppet busklandskap.